# 牛
牛，即是牛族（学名：Bovini），共有5屬，是偶蹄目、牛科、牛亞科下的一族動物，多是體型龐大的草食性動物，其中包括对人类非常重要的黄牛、水牛和牦牛。現存最大的野生牛族成员是非洲水牛和美洲野牛。這些動物一般统稱為牛。有一部份的牛被人類作為家畜。
另外羊牛族（Ovibovini）的羚牛（Budorcas taxicolor）及麝牛（Ovibos moschatus）在中文中也被俗称为牛，但其實牠們更接近羊，属于羊亞科。

## 學名辭源
英國動物學家約翰·愛德華·格雷於1821年區分了牛族、牛科和牛亞科。牛族的學名「Bovini」這個詞是由寫成「bov-」的拉丁語前綴「bos」與後綴「-ini」的組合。「bos」來自後期拉丁語的「bovinus」意指「ox」，「-ini」則是指族的分類層級。

## 分類
牛族包括六个属：
- 牛属（Bos）
  - 原牛（B. primigenius）†
  - 尖额牛（B. acutifrons）†
  - 平额牛（B. planifrons）†
  - 爪哇野牛（B. javanicus）
  - 印度野牛（B. gaurus）
  - 大额牛（B. frontalis）
  - 牦牛（B. mutus）
  - 家牛（B. taurus）
  - 林牛（B. sauveli）
- 水牛属(Bubalus）
  - 印度水牛（B. bubalus）
  - 低地倭水牛（B. depressicornis）
  - 山地倭水牛（B. quarlesi）
  - 民都洛水牛（B. mindorensis）
  - 宿雾水牛（B. cebuensis）†
- 非洲水牛属（Syncerus）
  - 非洲水牛（S. caffer）
- †佩罗牛属
- 美洲野牛属（Bison）
  - 美洲野牛（B. bison）
  - 欧洲野牛（B. bonasus）
  - 西伯利亚野牛（B. priscus）†
  - 古風野牛（B. antiquus）†
- 中南大羚属（Pseudoryx）
  - 中南大羚（P. nghetinhensis）
- 旋角牛属（Pseudonovibos）
  - 旋角牛（P. spiralis）

## 文化
匈奴、蒙古等遊牧民族，除了牧馬之外，牧牛也相當常見。蒙古草原盛產蒙古牛，西藏高原盛產犛牛。

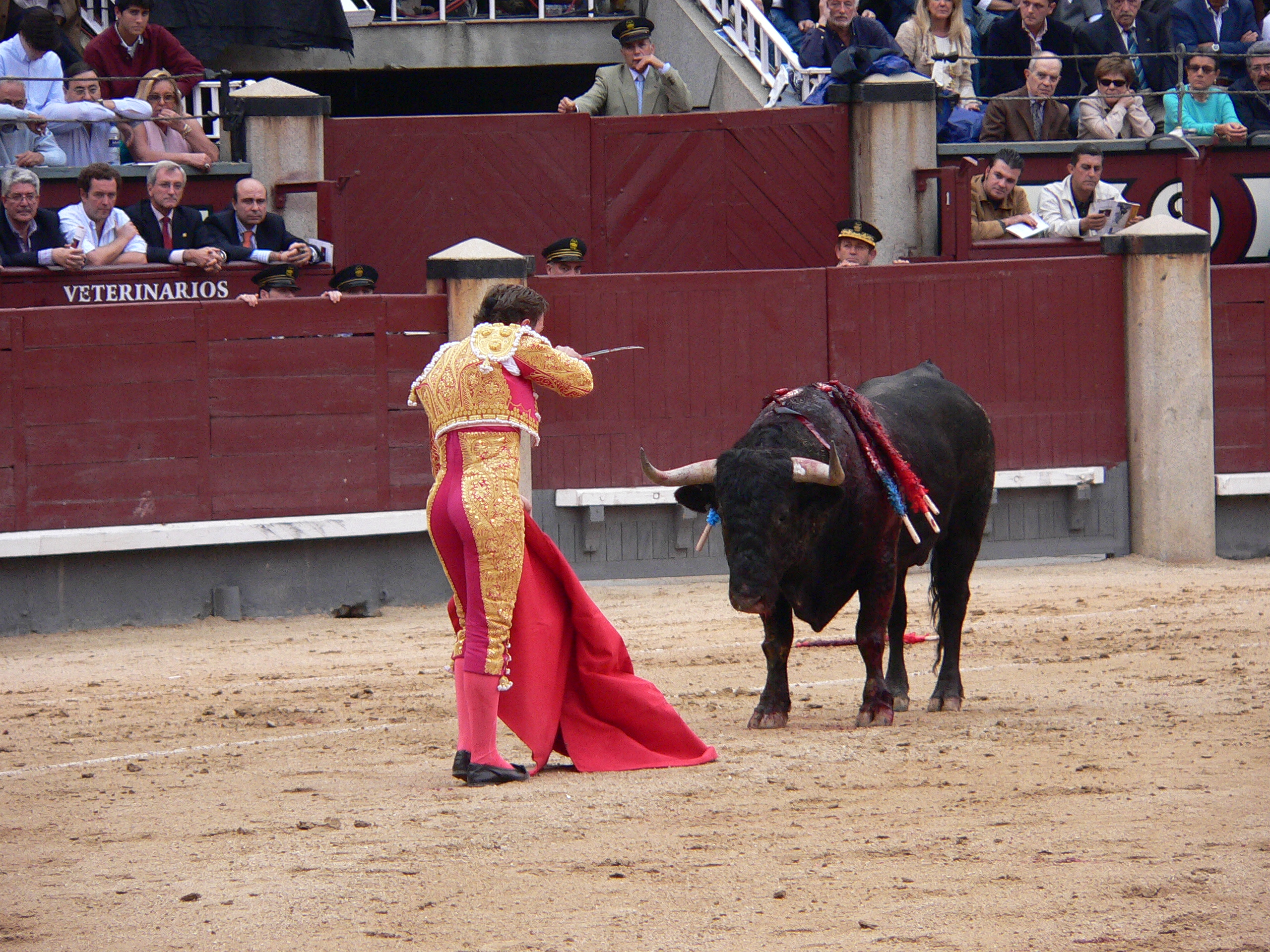
西班牙馬德里進行的鬥牛

### 象征

都灵市纹章

在许多神话故事中都可以见到家牛的身影，某些神话还把牛作为世界或人类的起源，例如在北欧神话中，霜巨人之祖尤弥尔就是被一頭名为欧德姆布拉的母牛哺育长大的。牛的形象在某些时候也会同野蛮、粗暴相联系，希腊神话之中，宙斯变为一頭公牛拐骗了欧罗巴，而克里特岛迷宫中的怪物弥诺陶洛斯则是个半牛半人的恶魔。
家牛对人类的生产活动极为重要，这一点也可通过其文化影响看出来。像是牛在印度教中被視為神聖的動物，因為早期恆河流域的農耕十分仰賴牛的力氣，牛糞也是很重要的肥料，牛代表了印度民族的生存與生機。由于家牛是重要的耕作牲畜，和农业联系密切。有些地方的农民在每年春天开始耕种前会组织和家牛有关的活动、仪式，希望能获得好的收成。也正因为如此，家牛在农业社会中往往具有较高的地位，例如在台灣，部份在農村生活成長的人不食用牛肉。在某些情况下，政府还会下令禁止屠宰家牛以防耕牛减少。许多地方都有与牛有关的节日，例如西班牙的圣菲尔明节，巴西、尼泊尔的敬牛节。因为耕牛是重要的生产力，农业社会中，拥有多少头用于耕作的牛也常常是衡量一个人财富的标准之一。中国古代将牛、羊、猪三种动物的牺牲称为太牢，是规格最高的祭品。
《周禮．地官》記養牛的官職是“牛人”，“凡祭祀，供其享牛”。當時的牛，主要用來作運輸以及祭祀、食用，所謂“牛夜鳴，則庮”，如果牛夜裡鳴，那是牛生病了，肉會有臭味。但古書並沒有提到牛耕田。《三國志．魏書．武帝紀》首次提到曹操破袁紹之後：“授土田，官給耕牛，置學師以教之。”說明當時肯定已用牛耕田。
牛在中國文化中是勤勞的象徵。古代就有利用牛拉動耕犁以整地的應用，後來人們知道牛的力氣巨大，開始有各種不同的應用，從農耕、交通甚至軍事都廣泛運用。戰國時代的齊國還使用火牛陣打敗燕國，三國時代蜀伐魏的棧道運輸也曾用到牛。由於牛在農業上的重要性，過去華人地區一些農民是不吃牛肉的，甚至在宋朝，私自宰杀耕牛是犯法的，《宋史》曾記載天長縣令包拯審判一盜割牛舌者又来告人家私宰耕牛。
由於在東亞國家，牛對傳統農業的重要性，台灣閩南語也有關於牛的俗諺，像是「死豬全家福，死牛全家碌」，其意思為「豬死掉的話，宰來吃全家有口福；牛死掉的話，全家做農事時就會變得比平常還忙碌」。
由于家牛很容易和力量联系在一起，也有许多体育俱乐部或体育比赛采用它作为自己的队名、队标或是吉祥物。某些与牛肉、牛奶等餐饮、养殖业有关的公司很自然地在其名称、商标中使用了家牛形象，而有些关系不太密切的公司，像是功能性饮料红牛、蠻牛、超级跑车制造商兰博基尼亦使用了公牛的形象。在作为国家象征的国徽上也可以找到家牛的形象，比如具有尊牛传统的亚洲国家：印度国徽、尼泊尔的旧国徽。欧洲的则有冰岛、安道尔、摩尔多瓦等国。非洲国家包括博茨瓦納、尼日尔、南非，美洲的巴拉圭也在国徽上标示着一头公牛。许多城市和贵族的纹章上也可看见家牛的身影，如意大利城市都灵、立陶宛城市考纳斯等等。家牛也常被艺术家作为表现对象，比如现存最早的纸本中国画即为宋代的五牛图。油画中的田园题材也常常绘制家牛。

### 生肖
牛是中国的12生肖之一，對應地支為丑，排名第二。

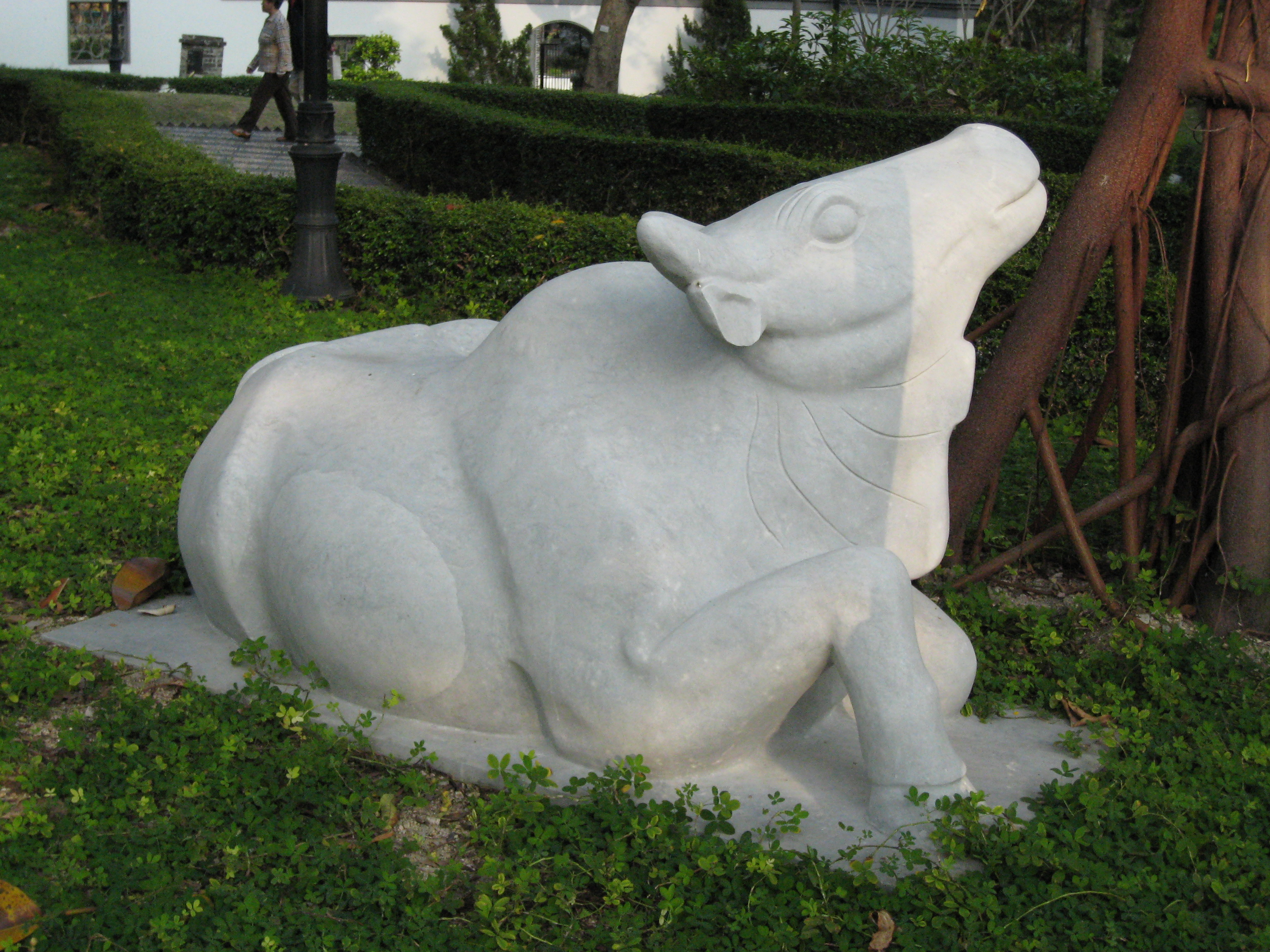
香港九龍寨城公園十二生肖像之牛

### 民俗學
逢年過節，到了牛年，民間有牛年吉祥話如下：
牛年鴻運，牛運當頭、牛來運轉，牛轉新機、牛轉新運，牛年大吉、牛年如意，牛到吉祥、牛運亨通，力大如牛、金牛迎春，金牛賀春、扭轉乾坤，牛轉錢坤、牛氣沖天，賺盡金牛、牛市在現，牛角掛書。
在台灣，民間曾有人做一首關於牛的詩，並將詩文的內容給組合成一張牛的圖片，這圖又稱「牛圖」詩，而「牛圖」詩也被伊能嘉矩收錄在《臺灣慣習記事》一書當中。

## 其他
- 金牛座，西方十二星座之一，排名第二。

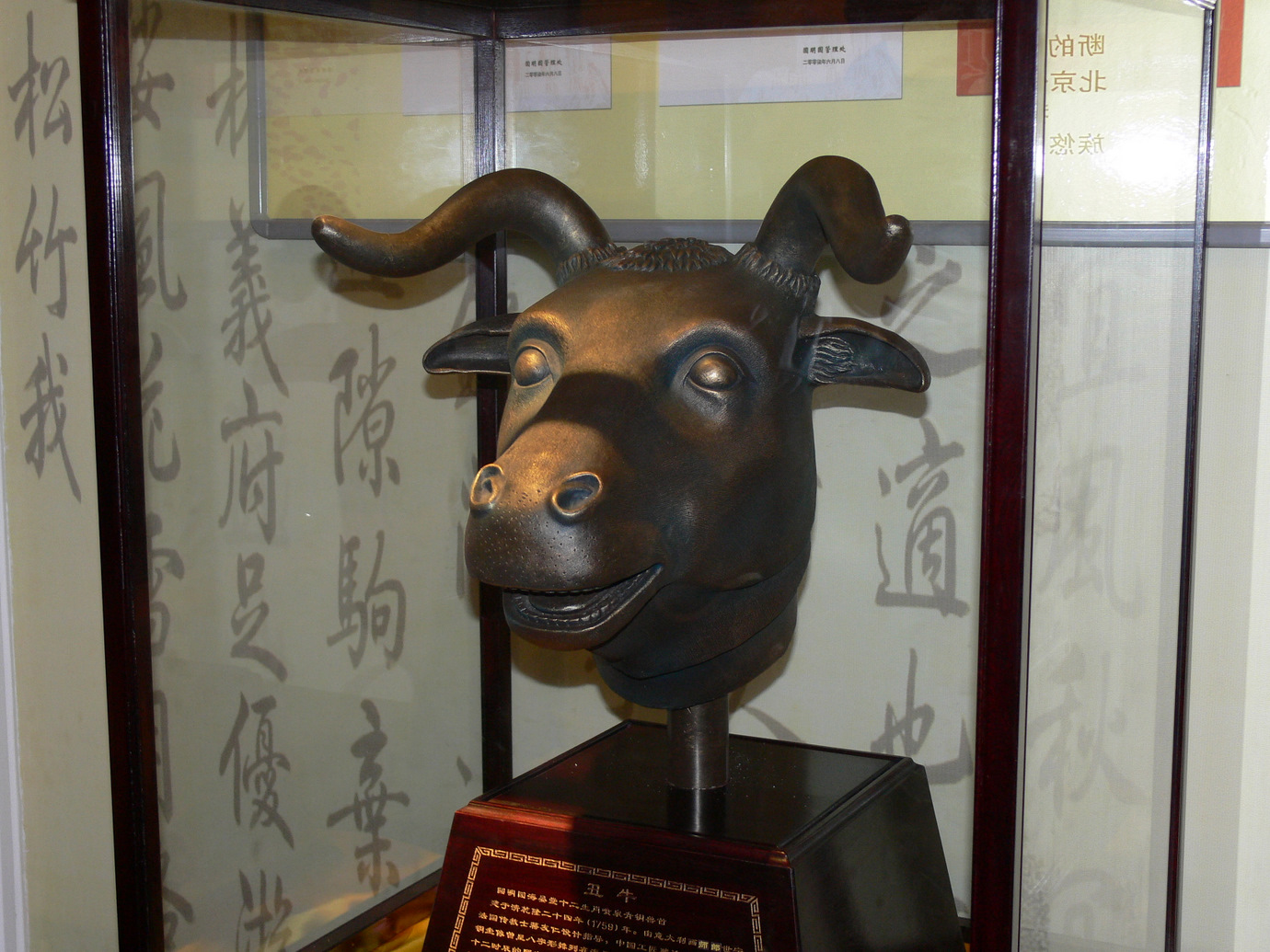
圓明園十二生肖獸首銅像——牛首模型

- 牛舌餅是台灣小吃的一種，只因形狀像牛舌而命名，並非含有牛的任何成分。
- 股票價格持續上升被稱為「牛市」，因為牛象徵生產與增值，牛攻擊時牛角有力的向上頂如同價格反彈向上攀升；價格下跌時稱「熊市」，熊有「破壞者」與「威脅」的寓意，且熊在攻擊時爪子向下沉重的撲抓重壓，猶如價格，不斷向下猛跌一般。
- 在中國口语中的“牛”，已经被引申为一个形容词，意思为“厉害、有本事”，例如“你太牛了！”，意為「你太厉害了！」。这个词通常为褒义词，通常用于赞扬、形容某人很厉害，很有本事，很有胆量。也通常用于口语中的调侃。
- 「吹牛皮」用來指「說大話」。

## 法律
在尼泊爾，黃牛是國獸，完全禁止屠宰奶牛和公牛。1805年沙阿王朝嚴禁屠宰黄牛與吃牛肉（屠宰黄牛監禁15年，販賣牛肉監禁6年）
在緬甸，牛肉忌諱相當普遍，特別是在佛教界。在緬甸，因为用於耕作很少有人吃牛肉，有一種普遍的厭惡牛肉的情感。幾乎所有的屠夫都是穆斯林，在該國的最後一個封建王朝雍笈牙王朝，買牛肉要受公開笞刑。
1961年8月29日，緬甸議會通過的1961年國家宗教促進法，其中全國範圍明確禁止的牛的屠宰。如作為穆斯林，都必須申請豁免許可證。

## 延伸阅读
[在维基数据编辑]
 《欽定古今圖書集成·博物彙編·禽蟲典·牛部》，出自陈梦雷《古今圖書集成》

## 相關
- 牛肉
- 牛尾湯
- 牛扒
- 西冷牛排
- 狂牛症
- 炭疽病
- 牛結核病
- 公牛